# Thinodromus smithi
Thinodromus smithi är en skalbaggsart som först beskrevs av Max Bernhauer 1909.  Thinodromus smithi ingår i släktet Thinodromus och familjen kortvingar. Inga underarter finns listade i Catalogue of Life.